# مقاطعة بلانكو (تكساس)
مقاطعة بلانكو (بالإنجليزية: Blanco  County)‏ هي إحدى المقاطعات في ولاية تكساس، الولايات المتحدة الأمريكية، يبلغ عدد سكانها 10,497 نسمة طبقا لإحصاء عام 2010 .

موقع المقاطعة في ولاية تكساس